# Ernestas
Ernestas ist ein litauischer männlicher Vorname, abgeleitet von Ernest.

## Namensträger
- Ernestas Galvanauskas (1882–1967),  Politiker und Premierminister
- Ernestas Spruogis (* 1975), Richter, Vizepräsident des Verwaltungsgerichts
- Ernestas Šetkus (* 1985), Fußballspieler